# Ralph Forbes
Ralph Forbes (Londen, 30 september 1904 - New York, 31 maart 1951) was een Brits acteur.

## Levensloop en carrière
Forbes werd in 1904 geboren als zoon van actrice Mary Forbes. Hij maakte zijn filmdebuut in 1921 in A Lowland Cinderella. In zijn carrière speelde hij met toenmalige filmsterren als George Arliss, Norma Shearer, Fredric March en Charles Laughton. Zijn laatste film was Frenchman's Creek (1944). Tot aan zijn dood speelde hij nog in het theater. Van 1924 tot 1932 was hij getrouwd met actrice Ruth Chatterton. 
Forbes overleed in 1951 op 46-jarige leeftijd.

## Filmografie (selectie)
- The Enemy, 1927
- The Trail of '98, 1928
- The Lady of Scandal, 1930
- The Green Goddess, 1930
- Smilin Through, 1932
- Shock, 1934
- The Barretts of Wimpole Street, 1934
- Romeo and Juliet, 1936
- Mary of Scotland, 1936